# Токарева, Кристина Сергеевна
Кристи́на Серге́евна То́карева (до 2019 года — И́льченко) (17 июля 1993, Лабытнанги) — российская биатлонистка, мастер спорта России. Участница Кубка мира по биатлону в составе сборных Беларуси и России. Трёхкратная чемпионка мира по летнему биатлону среди юниоров.

## Карьера

### Ранние годы
В детстве занималась лыжными гонками, позднее перешла в биатлон, тренировалась в ДЮСШ города Лабытнанги под руководством Хамита Файзрахмановича Ахатова. В юниорском возрасте переехала в Тюмень и стала представлять Тюменскую область, тренировалась у Сергея Сергеевича Шестова и Леонида Александровича Гурьева. Долгое время участвовала только во внутрироссийских соревнованиях (в зимнем биатлоне) и не могла пробиться в сборную России.

### В сборной России
На международном уровне дебютировала в 2014 году на чемпионате Европы в Нове-Место-на-Мораве, где участвовала в юниорской категории, заняла 14-е место в спринте и девятое — в гонке преследования. Также принимала участие в зимней Универсиаде 2015 года, где после 26-го места в спринте поднялась на шестое в гонке преследования, а в масс-старте была 15-й.
Во взрослых соревнованиях принимала участие в чемпионате и Кубке России, была одной из самых скоростных спортсменок на этих соревнованиях, но отличалась неточной стрельбой. По итогам сезона 2014/15 заняла место в третьем десятке рейтинга СБР. Единственную свою медаль чемпионата России завоевала в 2015 году в гонке патрулей в составе команды Тюменской области.
В летнем биатлоне Ильченко выступала более удачно. На чемпионате мира среди юниоров 2013 года в Форни-Авольтри она завоевала золото в смешанной эстафете и бронзу в гонке преследования. На следующем юниорском чемпионате, в 2014 году в Тюмени, Кристина завоевала два золота — в спринте и преследовании, а также серебро в смешанной эстафете.

### В сборной Беларуси
Осенью 2015 года Ильченко приняла предложение выступать за сборную Беларуси, куда её пригласил бывший наставник российской сборной Владимир Королькевич. В ноябре 2015 года спортсменка дебютировала в соревнованиях Кубка IBU на этапе в Идре, а спустя неделю впервые приняла участие в гонке Кубка мира.
На данный момент лучшим результатом в карьере Ильченко является 43-е место в гонке преследования на этапе Кубка мира 2016/17 в Холменколлене. В Кубке IBU лучший результат биатлонистки — 9-е место в спринте на этапе в Мартелл-валь-Мартелло.

### Возвращение в Россию
Перед сезоном 2018/19 Кристина вернулась в сборную России. В том же сезоне выступила на двух этапах Кубка мира в Северной Америке, но ни в одной гонке не попала в топ-60.
В дальнейшем в сборную России не привлекалась, но продолжает выступать на внутрироссийских соревнованиях, представляя родной регион Ямал.

## Личная жизнь
Училась в Тюменском нефтегазовом университете и Тюменском государственном университете, в 2015 году перешла в Белорусский государственный университет физической культуры.
7 августа 2019 года вышла замуж за Андрея Токарева — заслуженного Мастер спорта России, спортсмена-ведущего сборной России по лыжным гонкам и биатлону по спорту слепых и впоследствии взяла его фамилию. 7 февраля 2020 года у пары родился сын.

## Спортивная карьера

### Участие в Чемпионатах Европы
| Год  | Место проведения | Инд | Спр | Пр | Эст | МС | См |
| 2016 | ЧЕ Тюмень        | НП  | 34  | 37 | НП  | —  | 12 |
| 2017 | ЧЕ Душники-Здруй |     |     |    | НП  | НП |    |

НП — не проводилась

## Статистика выступлений в Кубке мира

### Результаты выступлений
| \| 2018/2019 Итоги \| 2018/2019 Итоги \| Поклюка \| Поклюка \| Поклюка \| Поклюка \| Поклюка \| Хохфильцен \| Хохфильцен \| Хохфильцен \| Нове-Место \| Нове-Место \| Нове-Место \| Оберхоф \| Оберхоф \| Оберхоф \| Рупольдинг \| Рупольдинг \| Рупольдинг \| Антхольц \| Антхольц \| Антхольц \| Канмор \| Канмор \| Солт-Лейк-Сити \| Солт-Лейк-Сити \| Солт-Лейк-Сити \| Солт-Лейк-Сити \| ЧМ Эстерсунд \| ЧМ Эстерсунд \| ЧМ Эстерсунд \| ЧМ Эстерсунд \| ЧМ Эстерсунд \| ЧМ Эстерсунд \| ЧМ Эстерсунд \| Холменколлен \| Холменколлен \| Холменколлен \| \| Очков \| Место \| Сусм \| См \| Инд \| Спр \| Пр \| Спр \| Пр \| Эст \| Спр \| Пр \| МС \| Спр \| Пр \| Эст \| Спр \| Эст \| МС \| Спр \| Пр \| МС \| Инд \| Эст \| Спр \| Пр \| Сусм \| См \| См \| Спр \| Пр \| Инд \| Сусм \| МС \| Эст \| Спр \| Пр \| МС \| \| 0 \| 0 \| — \| — \| — \| — \| — \| — \| — \| — \| — \| — \| — \| — \| — \| — \| — \| — \| — \| — \| — \| — \| 67 \| — \| 64 \| — \| — \| — \| — \| — \| — \| — \| — \| — \| — \| — \| — \| — \| |                 |         |         |         |         |         |            |            |            |            |            |            |         |         |         |            |            |            |          |          |          |        |        |                |                |                |                |              |              |              |              |              |              |              |              |              |              |
| В таблице отражены места, занятые спортсменом на гонках биатлонного сезона. Инд — индивидуальная гонка Пр — гонка преследования Спр — спринт МС — масс-старт Эст — эстафета См — смешанная эстафета СуСм — супермикст DNS — спортсмен был заявлен, но не стартовал DNF — спортсмен стартовал, но не финишировал LAP — спортсмен по ходу гонки (для гонок преследования и масс-стартов) отстал от лидера более чем на круг и был снят с трассы DSQ — спортсмен дисквалифицирован — − спортсмен не участвовал в этой гонке |                 |         |         |         |         |         |            |            |            |            |            |            |         |         |         |            |            |            |          |          |          |        |        |                |                |                |                |              |              |              |              |              |              |              |              |              |              |
| 2018/2019 Итоги | 2018/2019 Итоги | Поклюка | Поклюка | Поклюка | Поклюка | Поклюка | Хохфильцен | Хохфильцен | Хохфильцен | Нове-Место | Нове-Место | Нове-Место | Оберхоф | Оберхоф | Оберхоф | Рупольдинг | Рупольдинг | Рупольдинг | Антхольц | Антхольц | Антхольц | Канмор | Канмор | Солт-Лейк-Сити | Солт-Лейк-Сити | Солт-Лейк-Сити | Солт-Лейк-Сити | ЧМ Эстерсунд | ЧМ Эстерсунд | ЧМ Эстерсунд | ЧМ Эстерсунд | ЧМ Эстерсунд | ЧМ Эстерсунд | ЧМ Эстерсунд | Холменколлен | Холменколлен | Холменколлен |
| Очков | Место           | Сусм    | См      | Инд     | Спр     | Пр      | Спр        | Пр         | Эст        | Спр        | Пр         | МС         | Спр     | Пр      | Эст     | Спр        | Эст        | МС         | Спр      | Пр       | МС       | Инд    | Эст    | Спр            | Пр             | Сусм           | См             | См           | Спр          | Пр           | Инд          | Сусм         | МС           | Эст          | Спр          | Пр           | МС           |
| 0 | 0               | —       | —       | —       | —       | —       | —          | —          | —          | —          | —          | —          | —       | —       | —       | —          | —          | —          | —        | —        | —        | 67     | —      | 64             | —              | —              | —              | —            | —            | —            | —            | —            | —            | —            | —            | —            | —            |